# 戸籍整備法
戸籍整備法（こせきせいびほう、1953年立法第86号）とは、沖縄戦で滅失した戸籍を整備するために立法院が制定した立法である。従来は、沖縄戦後に臨時に編製した臨時戸籍を使用していた。しかし、記入漏れが多く、身分関係を公証するには不十分なものであった。また、琉球政府が設立されたことにより、琉球政府に対して権利義務を有する「琉球住民」という概念が登場し、早急にその対象者を明確にする必要に迫られた。
1954年3月1日より施行され5月31日までの間に、対象者は市町村に申告する義務が課され、戸籍が再製された。各市町村には「戸籍調査委員会」が設置され調査に当たった。本土や海外の諸団体に対しても戸籍関係資料の提供を要請した。
戸籍整備事業は1962年9月25日まで続けられた。

## 本籍や年月日の表記について
琉球政府やその管轄下の市町村の公文書は、全て西暦が用いられており、「昭和」等の元号表記や住所として「沖縄県」を用いるのはタブーであった。しかし戸籍に限っては、本籍に「沖縄県」、年月日は「昭和」などの元号表記が貫徹されていた。